# Nuraminis
Nuraminis (Nuràminis in sardo) è un comune italiano di 2 347 abitanti della città metropolitana di Cagliari in Sardegna.

## Origini del nome
In un documento del 1341, il toponimo de Noramine calaritane diocesis risulterebbe composto con l'elemento protosardo di origine preromana nur quindi nurra, ovvero "voragine", "screpolamento del terreno", "burrone a forma di pozzo", "cumulo".

## Storia
La presenza dell'uomo nel territorio risale al periodo prenuragico e nuragico per la presenza di alcune testimonianze archeologiche. L'area fu abitata anche in epoca romana, per il ritrovamento di resti di colonne e di monete dell'epoca.
Nel medioevo appartenne al giudicato di Cagliari, nella curatoria omonima, di cui fu capoluogo. Alla caduta del giudicato (1258), dopo una breve parentesi di dominazione pisana, passa sotto il dominio aragonese. Quando nel 1519 Ludovico Bellit fu creato barone di Monastir, Nuraminis fu annesso alla baronia. Successivamente (1355) fu concessa in feudo dal re di Aragona Pietro IV il Cerimonioso a Francesco di Valguarnera; nel 1436 con l'estinzione dell'ultimo discendente, passò attraverso il dominio di varie famiglie di feudatari: i de Besora, i Bertran, i Capdevilla, i Gualbes, i Brondo ed i Bon Crespi, ai quali fu riscattato nel 1839 con la soppressione del sistema feudale.
Nel corso del XVIII secolo Nuraminis riprese però a crescere e degni di nota furono la costituzione del monte granatico e del Consiglio comunitativo.
Nella seconda metà del XIX secolo, grazie anche alla sua salubre posizione, iniziò un periodo di prosperità, nel quale si trasferirono alcuni nuclei familiari, come nel caso della nobile famiglia Vaquer di Villasor che iniziò a risiedervi a seguito del matrimonio del nobile cavaliere don Francesco Vaquer  con donna Maria Efisia sorella dell'arcivescovo Serci Serra. I nobili Vaquer, di origine aragonese, integrarono in Nuraminis la loro già cospicua proprietà terriera di Villasor con l'acquisto di un importante fondo a frutteto (Sa Tanca Vaquer) dopo aver dato al Campidano e alla Sardegna personaggi illustri, distintisi massimamente durante il Risorgimento, contribuendo così all'Unità d'Italia.

### Simboli
Lo stemma e il gonfalone del comune di Nuraminis sono stati concessi con decreto del presidente della Repubblica del 17 aprile 1990.
Lo stemma, conformemente a quanto deliberato dal consiglio comunale del 10 dicembre 1987, si ispira ad un frammento marmoreo di epoca bizantina inserito, come materiale di recupero, nella facciata della chiesa parrocchiale di Nuraminis. Su tale frammento della seconda metà del X secolo sono visibili due uccelli, individuabili come corvi, uno di fronte all'altro, quello di sinistra con una foglia nel becco, con al centro una croce greca patente.
Il gonfalone è un drappo partito di giallo e di verde.

## Monumenti e luoghi d'interesse

### Architetture religiose
Tra gli edifici di particolare valore storico-architettonico: la chiesa parrocchiale di San Pietro, di origine gotico catalana, rimodernata nel Settecento.

### Siti archeologici
Degni di nota sono anche i siti nuragici presenti sul territorio comunale, tra cui occorre menzionare la stazione nuragica di Santa Maria, sita a valle del rilievo calcareo de “Sa Kòrona” difesa da quattro nuraghi che la attorniano.

## Società

### Evoluzione demografica
Abitanti censiti

### Lingue e dialetti
La variante di sardo parlata a Nuraminis è il campidanese occidentale.

## Infrastrutture e trasporti

### Strade
Nuraminis è raggiunta dalla principale strada sarda, la Strada Statale 131 Carlo Felice, che si sviluppa ad ovest dell'abitato. Altri collegamenti coi comuni limitrofi sono possibili tramite le strade provinciali 33 e 54 bis.

### Ferrovie
Nuraminis è servita dalla stazione di Serramanna-Nuraminis, situata nel vicino comune di Serramanna lungo la Dorsale Sarda, e servita dai treni di Trenitalia.

## Amministrazione
| Periodo         | Periodo         | Primo cittadino    | Partito                                       | Carica  | Note |
| --------------- | --------------- | ------------------ | --------------------------------------------- | ------- | ---- |
| 31 maggio 2015  | 26 ottobre 2020 | Mariassunta Pisano | Lista civica "Il cambiamento possibile"       | Sindaco |      |
| 26 ottobre 2020 | in carica       | Stefano Anni       | Lista civica "Insieme Nuraminis e Villagreca" | Sindaco |      |